# Ломелозия исетская
Ломелозия исетская (лат. Lomelosia isetensis) — травянистое растение, вид двудольных растений семейства Жимолостные (Caprifoliaceae). Первоначально название вида было публиковано шведским систематиком Карлом Линнеем в 1767 году как Scabiosa isetensisbasionym, и растение долго было известно под названием скабиоза исетская, пока в 1987 году Иржи Сояк не выделил род Ломелозия (Lomelosia) из рода Скабиоза (Scabiosa), и вид был перенесён в новый род.

## Распространение и среда обитания
Встречается в России (европейская часть и Северный Кавказ, восточная Сибирь), в странах Закавказья и Средней Азии.
Произрастает на каменистых, меловых и пустынных участках и в опустыненных степях.

## Ботаническое описание
Многолетнее травянистое или полукустарничковое растение.
Листья простые, опушённые, овальной или эллиптической формы, размещены супротивно с основания и по длине стебля.
Соцветие головчатое, несёт цветки размером до 5 см, белого цвета с оттенками жёлтого, красного и фиолетового оттенков.
Плод — орешек белого, зелёного, красного либо фиолетового цвета, имеет колючкообразные придатки.
Число хромосом — 2n=18.

## Экология
Светолюбивое растение; ксерофит, мезотроф, кальцефил либо петрофит.

## Значение
Выращивается в качестве декоративного растения.

## Природоохранный статус
Ломелозия исетская занесена в Красные книги республик Калмыкия, Мордовия и Татарстан, Пензенской, Ростовской, Самарской, Тюменской и Ульяновской областей, Пермского и Ставропольского краев.

## Синонимы
В синонимику вида входят следующие названия:
- Asterocephalus isetensis (L.) Spreng.
- Asterocephalus ochroleucus Wallr.
- Sclerostemma isetense (L.) Schott
- Sclerostemma rupestre Schott
- Trochocephalus isetensis (L.) Á.Löve & D.Löve
- Trochocephalus lachnophyllus Á.Löve & D.Löve